# سه‌گانه (مجموعه تلویزیونی)
سه‌گانه (انگلیسی: Triple؛ کره‌ای: 트리플; لاتین‌نویسی اصلاح‌شده: Teuripeul) یک مجموعهٔ تلویزیونی کره جنوبی سال ۲۰۰۹ با بازی مین هیو-رین، لی جونگ-جه، یون که-سانگ، لی سون کیون و لی ها نا است. این مجموعه از ۱۱ ژوئن تا ۳۰ ژوئیه ۲۰۰۹، چهارشنبه و پنجشنبه‌ها ساعت ۲۱:۵۵ (کی‌اس‌تی) از ام‌بی‌سی برای ۱۶ قسمت پخش شد.

## خلاصهٔ داستان
لی ها-رو (مین هیو-رین) اسکیت‌باز نمایشی هجده ساله به سئول نقل مکان می‌کند تا رؤیای یخی خود را دنبال کند. در این شهر او دوباره با برادر ناتنی خود شین هوال (لی جونگ-جه) که سال‌ها او را ندیده‌است، ملاقات می‌کند. مادر مطلقهٔ او زمانی که ها-رو شش ساله بود با پدر هوال ازدواج کرد، اما پدر و مادر آنها در یک تصادف رانندگی زمانی که ها-رو سیزده ساله بود، فوت کردند. ها-رو برای زندگی با پدر واقعی خود (چوی بک-هو) به حومهٔ شهر فرستاده شد و از آن زمان ارتباط خود را با هوال از دست داده بود.

## بازیگران

### بازیگران اصلی
- مین هیو-رین در نقش لی ها-رو
- لی جونگ-جه در نقش شین هوال
- یون که-سانگ در نقش کانگ هیون-ته
- لی سون کیون در نقش جو هه-یون
- لی ها نا در نقش چوی سو-این
- کیم هی در نقش کانگ سانگ-هی
- سونگ جونگ کی در نقش جی پونگ-هو

### سایر بازیگران
- کیم سانگ هو در نقش مربی نام
- چوی سون-یونگ در نقش یون هه-جین
- چوی بک-هو در نقش پدر ها-رو
- کیم هه-جونگ در نقش مادر سو-این
- جونگ جی-سون در نقش مدیر هان بخش ارتباطات U
- کیم یونگ-کوانگ در نقش جه-ووک
- جونگ بیون-چول در نقش مدیر شرکت
- ریو سونگ-هون در نقش گانگستر
- کوان بوم-جین در نقش جوانی جو هه-یون
- لی سونگ-مین در نقش مدیر جونگ
- کانگ جی-هو
- کیم بو-ری
- کیم بیونگ-چون
- پارک سو-هیون در نقش مربی شین (مهمان)
- کیم چانگ-وان در نقش کیم بوک-مان (مهمان)

## پخش بین‌المللی
- این مجموعه در ویتنام در مارس ۲۰۱۰ از اچ‌تی‌وی۷ پخش شد.